# Patterson Springs
Patterson Springs – miasto w Stanach Zjednoczonych, w stanie Karolina Północna, w hrabstwie Cleveland.